# Zonticka
Zonticka (Trametes ochracea) är en svampart som först beskrevs av Christiaan Hendrik Persoon, och fick sitt nu gällande namn av Gilb. & Ryvarden 1987. Zonticka ingår i släktet Trametes och familjen Polyporaceae.  Arten är reproducerande i Sverige. Inga underarter finns listade i Catalogue of Life.

## Källor

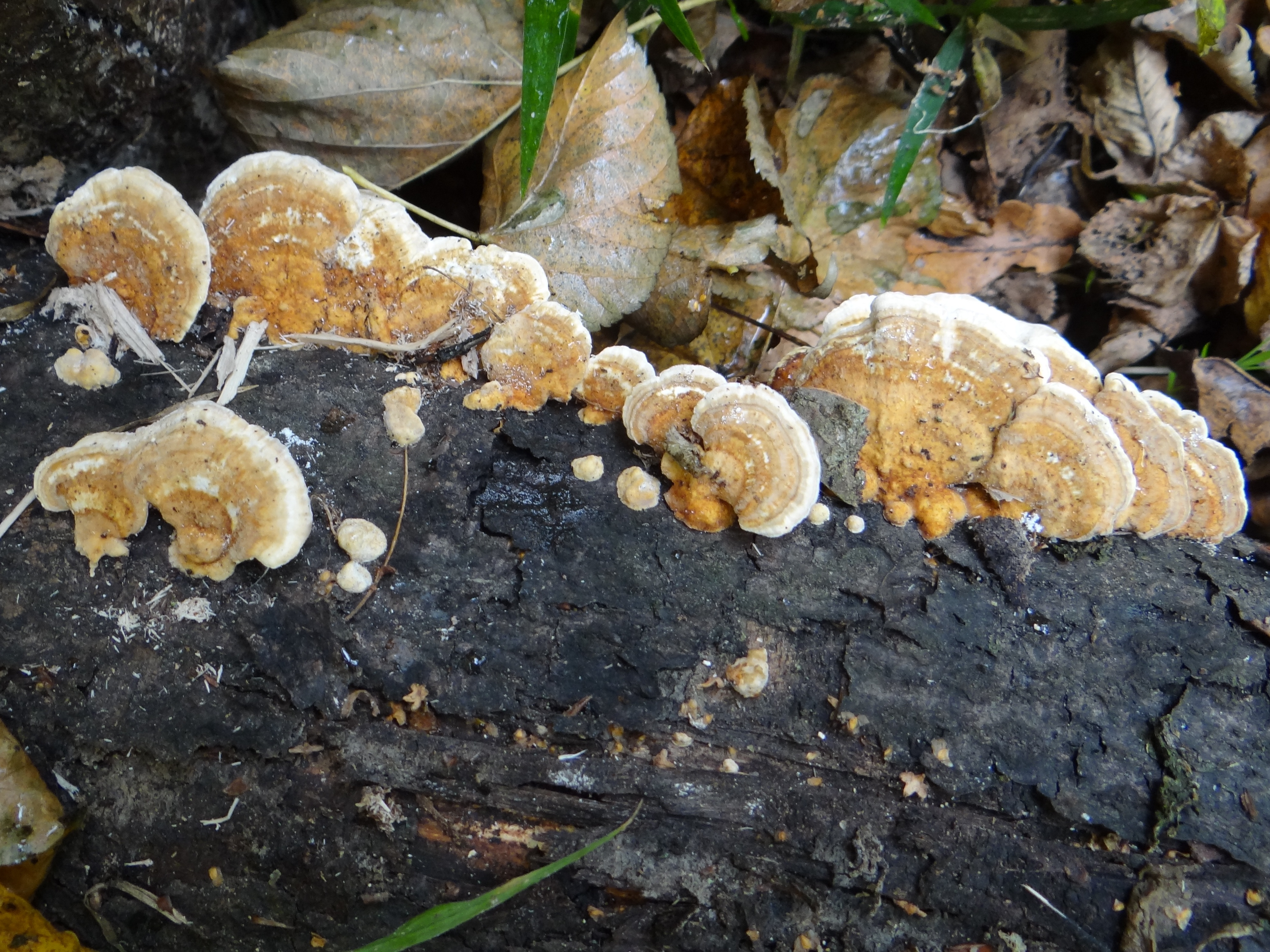
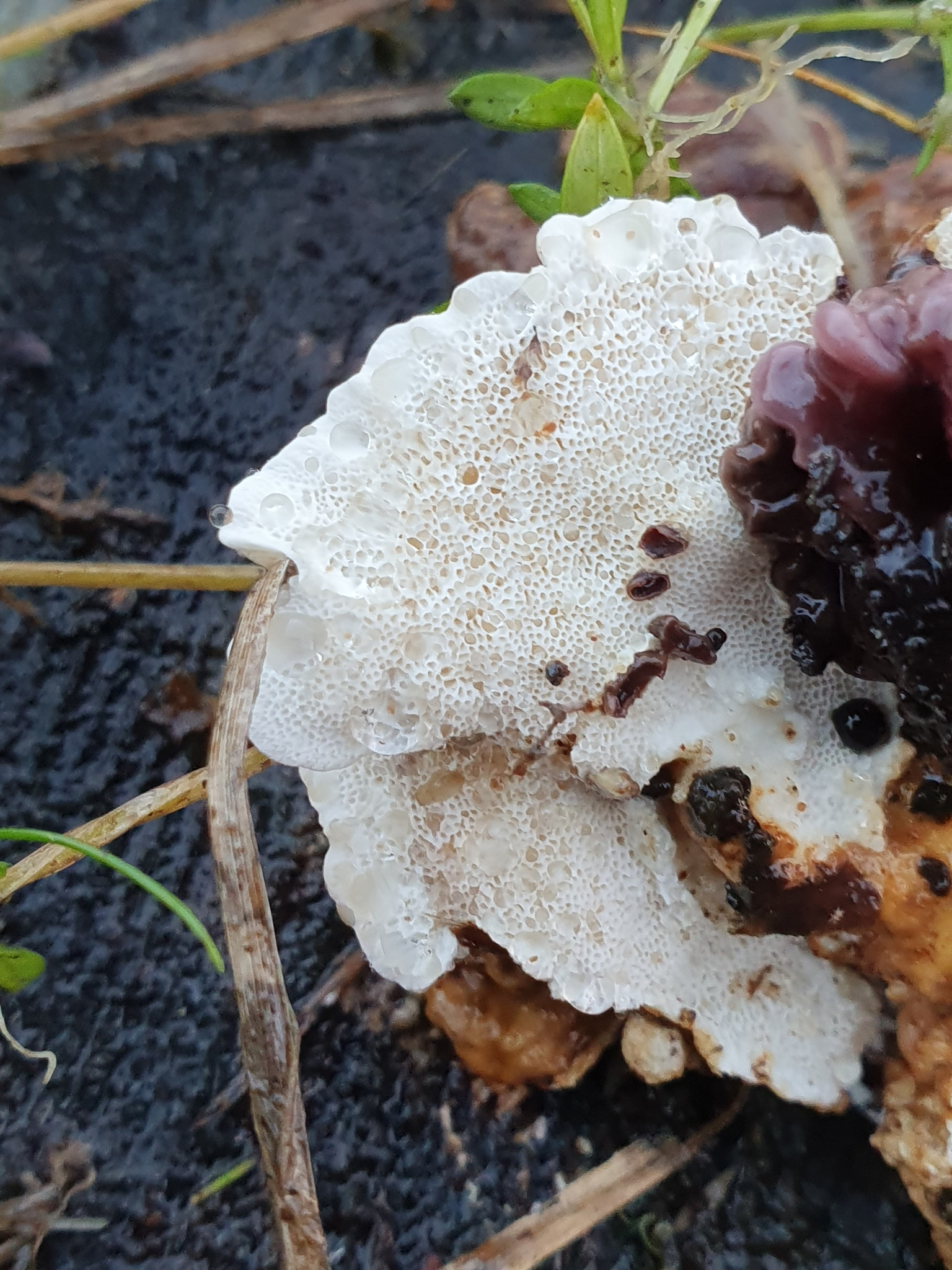